# 백린탄

## 백린탄의 역사

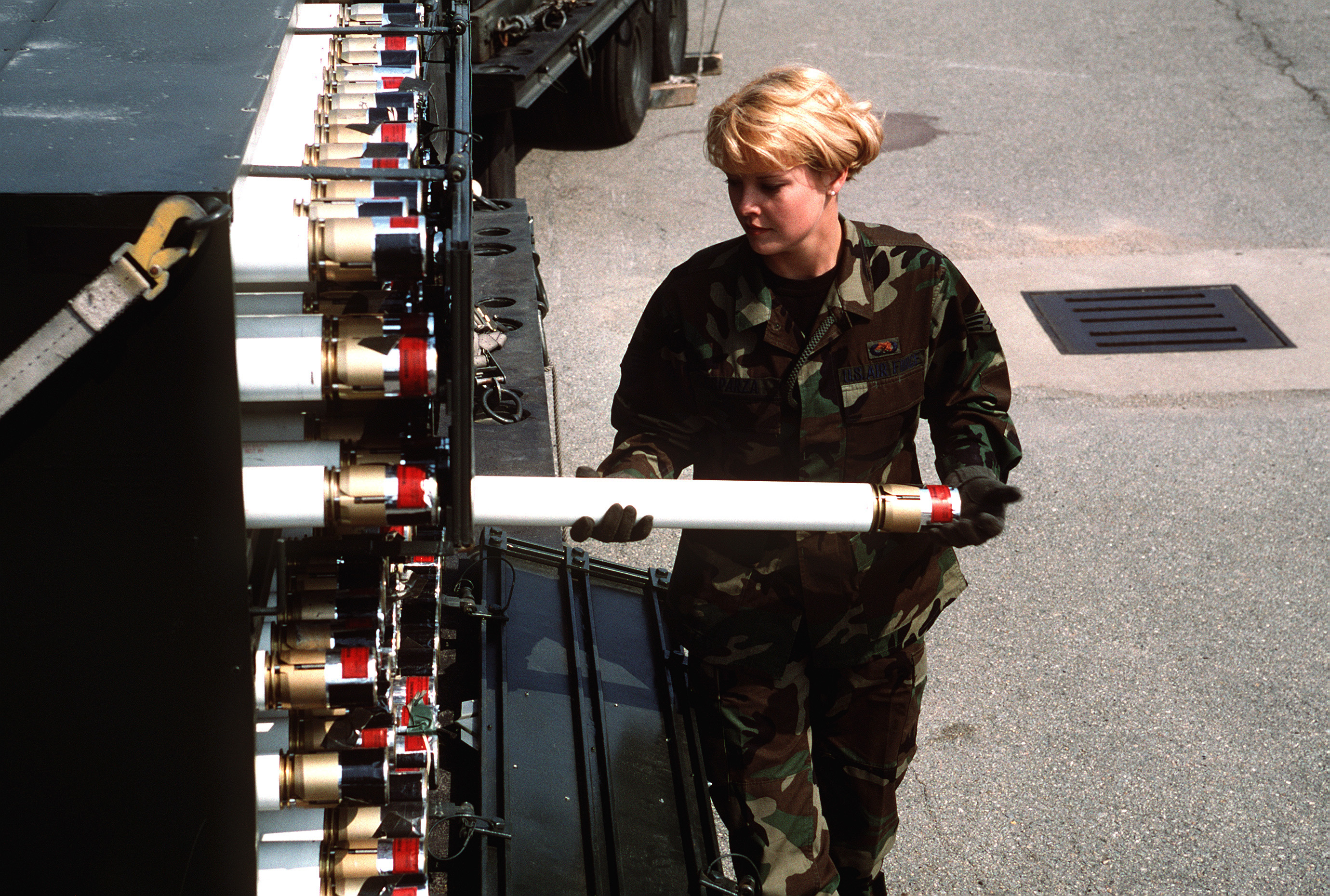
미국 공군 상등병이 2.75 인치 백린탄을 검사하고 있다. 1996년, 대한민국 오산공군기지.

백린탄은 19세기에 페니언단 방화범들이 이황화 탄소 용액 형태로 최초로 사용했다. 이황화 탄소가 증발하면 백린이 발화하고 역시 불붙기 쉬운 이황화 탄소 증기가 폭발한다. 이 혼합 폭탄은 "페니언의 불"(Fenian fire)이라고 알려져 있다.

## 대인 효과
백린탄은 사람에게 심각한 부상을 입힐 수 있으며, 심지어는 죽음에까지 이를 수 있다. 백린탄으로 인해 사망에 이르는 이유는 신체 조직이 불탄 경우, 연막을 들이마셨을 경우, 그리고 흡입하여 중독된 경우 3가지가 있다. 넓게 백린 불을 맞거나 다량 흡입했을 경우, 치명적이다.

### 화상

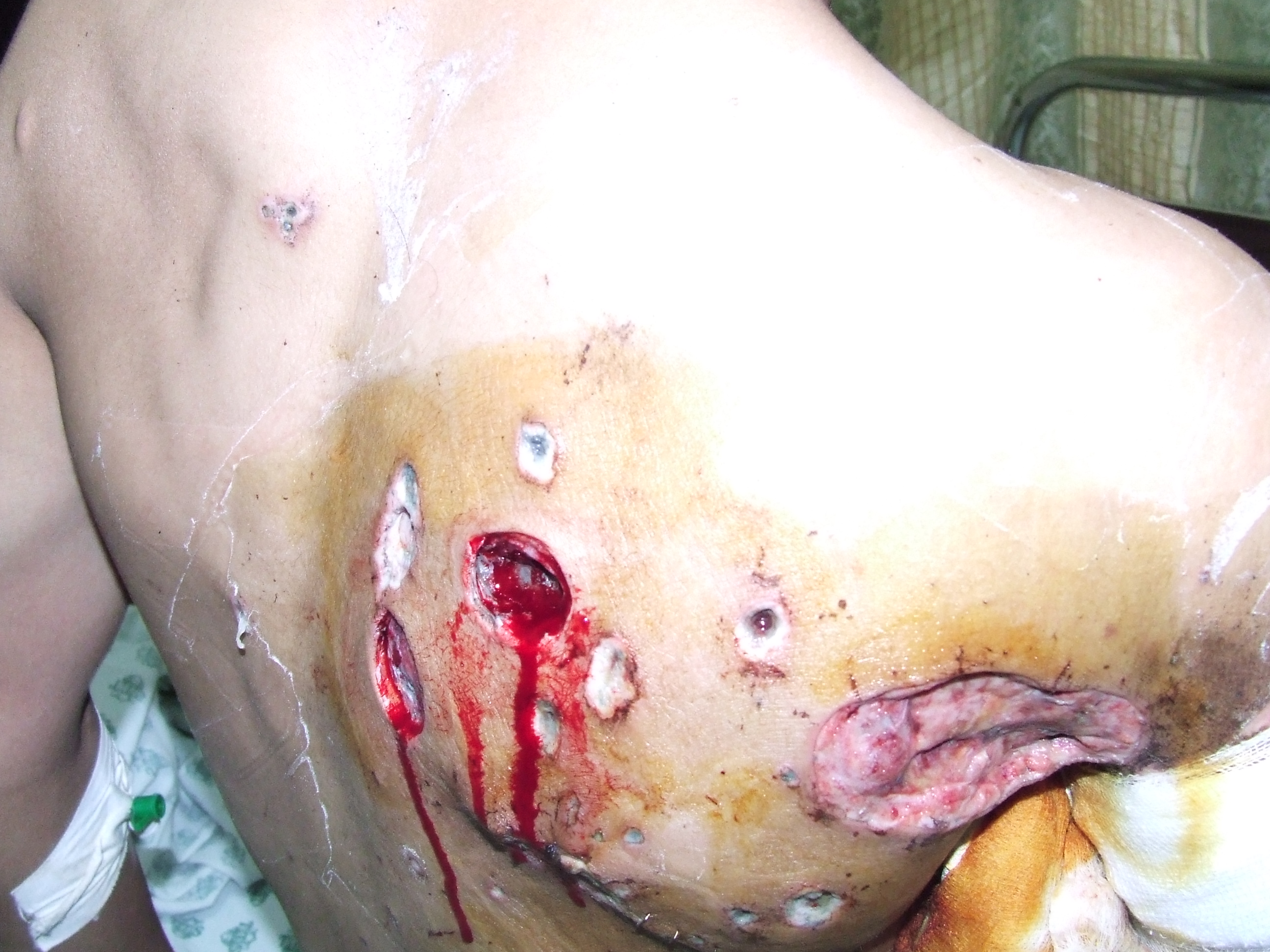
백린탄 화상.

백린탄의 최초 폭발로 흩뜨려진 백열성 입자는 넓고 깊게 제2도 및 제3도 화상을 일으킨다. 이렇게 심각한 부상을 발생시키는 이유는, 백린이 피부에 달라붙기 때문이다. 백린 화상은 화상 부위를 통해 백린이 흡수되었을 경우 간·심장·신장이 손상되고 개중에는 다발성 장기 부전이 발생할 수도 있기 때문에 다른 화상보다 훨씬 사망 위험이 크다. 또한 백린은 산소를 차단시키거나 모두 연소되기 전까지 계속 타오르기 때문에 특히 위험하다.

### 연막
백린은 불타오르면서 뜨겁고 자욱한 하얀 연기를 만들어내는데, 이 연기는 거의 대부분 오산화 이인으로 되어 있다. 짙은 백린 연기를 접할 경우 병에 걸리거나 죽음에 이를 가능성이 있다. 백린 연기는 눈, 콧속의 점막, 기도를 자극하고, 연기가 짙을 경우에는 화상도 입을 수 있다. 미국 독극물 및 질병 등록청(ATSDR)은 백린 연기의 최소 위해도 수준(MRL)을 연료유 매연과 같은 수준인 0.02 mg/m³로 잡았다. 한편 화학 무기인 겨자탄의 MRL은 0.0007 mg/m³이다.

### 구개 흡입
입으로 백린을 삼켰을 경우, 그 위험 수준 흡입량은 몸무게 1 kg당 1 mg이나, 15 mg가 인간 치사량이다. 급성중독시 구토, 혈변, 혈압강하, 호흡곤란이 잇따르고 수시간 내 사망한다. 만성일 경우에는 간부전, 황달이 나타나며 위장에 출혈이 심해지고 말기에는 혼수상태와 심장쇠약으로 사망한다.